# Mario Bertolo
Mario Bertolo, né le 28 janvier 1929 à San Vito al Tagliamento (Frioul-Vénétie Julienne) et mort le 20 septembre 2009 à Digoin (Saône-et-Loire),  est un coureur cycliste italien puis français à partir de 1958, professionnel de 1955 à 1961.

## Biographie
Né italien, il est naturalisé français en 1958. Son fils Dino a également été cycliste professionnel. 

## Palmarès
- 1954
  - Grand Prix de Vougy
- 1955
  - 3e du Bourg-Genève-Bourg
- 1956
  - 2e du Circuit d'Auvergne
  - 3e du Lyon-Montluçon-Lyon
  - 3e du Bourg-Genève-Bourg
  - 4e du Critérium du Dauphiné libéré
- 1957
  - 2e du Grand Prix des chaussures Léon Daniel

## Résultats sur les grands tours

### Tour de France
3 participations
- 1956 : 43e
- 1957 : abandon (18e étape)
- 1958 : 77e

### Tour d'Espagne
1 participation 
- 1959 : 33e